# Кустово (Калінінградська область)
Кустово (рос. Кустово) — селище Німанського району, Калінінградської області Росії. Входить до складу Німанського міського поселення.
Населення —  49 осіб (2015 рік). 